# Niels Wamberg (roer)
 Ikke at forveksle med Niels Wamberg.
Niels Alfred Wamberg (31. juli 1920 - 28. maj 2016) var en dansk roer fra København.
Wamberg var med i den danske otter ved OL 1948 i London. Jarl Emcken, Børge Hougaard, Poul Korup, Ib Nielsen, Holger Larsen, Niels Rasmussen, Gerhardt Sørensen og styrmand Charles Willumsen udgjorde resten af besætningen. Danskerne kom i 1. runde ind på sidstepladsen i et heat mod de senere sølv- og bronzevindere fra Storbritannien og Norge, og sluttede derefter på andenpladsen i et opsamlingsheat mod Schweiz og Frankrig. Det betød at danskerne ikke kvalificerede sig til semifinalen og dermed var ude af konkurrencen.
Wamberg var også med til at vinde en EM-sølvmedalje i otter ved EM 1947 i Luzern.